# 湯本郵便局
湯本郵便局
- 長崎県壱岐市にある郵便局（ゆのもとゆうびんきょく）。本記事にて記述する。
- 山口県長門市にある郵便局（ゆもとゆうびんきょく）。局番号は55074。

湯本郵便局（ゆのもとゆうびんきょく）は、長崎県壱岐市にある郵便局。民営化前の分類で、無集配特定郵便局であった。

## 概要
住所：〒811-5551 長崎県壱岐市 勝本町 湯本浦1

## 沿革
- 1901年（明治34年）3月20日 - 湯本郵便受取所として開設[1]。
- 1905年（明治38年）4月1日 - 湯本郵便局となる[1]。
- 1991年（平成3年）3月17日 - 集配業務を 郷ノ浦郵便局と勝本郵便局へ移管し、廃止。無集配局となる。それまで湯本郵便局は、勝本町鯨伏（いさふし）地区と郷ノ浦町沼津地区の集配を担当しており、郵便番号が811-56であったが、この移管に伴い、勝本町鯨伏地区が811-55に、そして郷ノ浦町沼津地区が811-51に変更された。
- 2007年（平成19年）10月1日 - 民営化。
- 2012年（平成24年）10月1日 - 日本郵便株式会社発足。

## 取扱内容
集配業務は行わず、窓口業務のみ行う。
- 郵便、印紙、ゆうパック、内容証明
- 貯金、為替、振替、振込、国債
- 生命保険、バイク自賠責保険
- ゆうちょ銀行ATM

## 周辺
- 壱岐湯ノ本温泉
- 壱岐市立鯨伏小学校
- 旧壱岐市立鯨伏中学校校舎（現在は壱岐市立勝本中学校に統合）
- B&G勝本海洋センター
- 湯遊び広場 サンドームいき
- 観世音寺

## アクセス
- 郷ノ浦港フェリーターミナルビルから北へ約10km
- 壱岐交通バス 「湯ノ本」停留所下車
- 駐車場あり: 3台